# Argentouire
Die Argentouire ist ein kleiner Fluss in Frankreich, der Département Aude in der Region Okzitanien verläuft. Sie entspringt im Gemeindegebiet von Les Brunels, entwässert generell Richtung Südsüdwest und mündet nach insgesamt rund 16 Kilometern im Gemeindegebiet von Saint-Papoul als linker Nebenfluss in den Fresquel.

## Orte am Fluss
(Reihenfolge in Fließrichtung)
- Lagarde, Gemeinde Les Brunels
- Les Brunels
- La Petite Croix-Blanche, Gemeinde Labécède-Lauragais
- Labécède-Lauragais
- Issel
- Salesses, Gemeinde Issel
- Le Cabanou, Gemeinde Castelnaudary
- Bastié, Gemeinde Saint-Papoul
- Raynode, Gemeinde Saint-Papoul
- La Capelle, Gemeinde Saint-Martin-Lalande